# Курець (Цілком таємно)
Курець (англ. Cigarette Smoking Man) — персонаж фантастичної франшизи, яка ґрунтується навколо телесеріалу «Цілком таємно». Роль виконав Вільям Б. Девіс. Курець — головний антагоніст в серіалі, член таємного Синдикату. За всі сезони він помирав декілька разів. Вперше він помер у 7 сезоні в епізоді «Реквієм», де його штовхнув зі сходів Алекс Крайчек і залишався померлим до останньої серії 9 сезону «Правда», де Малдер і Скаллі знайшли Курця у горах поблизу Нью-Мексико, проте в кінці епізоду він знову помер, внаслідок обстрілу. В 10 сезоні виявилося, що він залишився живим. В серіалі з часом стає відомо, що Курець є біологічним батьком Фокса Малдера. З'являвся в першому фільмі за мотивами серіалу — «Цілком таємно: Боротьба за майбутнє».

## Біографія
| Піноккіо | Це незавершена стаття про літературного персонажа. Ви можете допомогти проєкту, виправивши або дописавши її. |